# Equazione di Picard-Fuchs
In matematica, per equazione di Picard-Fuchs si intende una equazione differenziale ordinaria lineare le cui soluzioni descrivono i periodi delle curve ellittiche. Prende il suo nome dai matematici Émile Picard e Lazarus Immanuel Fuchs.
In geometria algebrica questa equazione è un caso molto speciale del fenomeno generale della connessione di Gauss-Manin.

## Definizione
Sia:
{\displaystyle j={\frac {g_{2}^{3}}{g_{2}^{3}-27g_{3}^{2}}}}
il j-invariante con {\displaystyle g_{2}} e {\displaystyle g_{3}} invarianti modulari della curva ellittica nella forma di Weierstrass:
{\displaystyle y^{2}=4x^{3}-g_{2}x-g_{3}}
Si osserva che il j-invariante è un isomorfismo dalla superficie di Riemann {\displaystyle H/\Gamma } alla sfera di Riemann {\displaystyle \mathbb {C} \cup \{\infty \}}, dove {\displaystyle H} denota il semipiano superiore e {\displaystyle \Gamma } il gruppo modulare. Con tali notazioni l'equazione di Picard-Fuchs ha la forma:
{\displaystyle {\frac {d^{2}y}{dj^{2}}}+{\frac {1}{j}}{\frac {dy}{dj}}+{\frac {31j-4}{144j^{2}(1-j)^{2}}}y=0}
Servendosi della Q-forma si ottiene:
{\displaystyle {\frac {d^{2}f}{dj^{2}}}+{\frac {1-1968j+2654208j^{2}}{4j^{2}(1-1728j)^{2}}}f=0}

## Soluzioni
L'equazione si può porre in forma di equazione differenziale ipergeometrica, e due sue soluzioni linearmente indipendenti sono chiamate periodi delle funzioni ellittiche. Il rapporto dei due periodi è {\displaystyle \tau }, la coordinata standard per il semipiano superiore.
L'equazione di Picard-Fuchs si può porre nella forma di equazione differenziale di Riemann, e di conseguenza le sue soluzioni possono essere lette direttamente in termini di funzioni P di Riemann. Si ottiene:
{\displaystyle y(j)=P\left\{{\begin{matrix}0&1&\infty &\;\\{1/6}&{1/4}&0&j\\{-1/6\;}&{3/4}&0&\;\end{matrix}}\right\}}

## Identità
Questa soluzione soddisfa l'equazione differenziale:
{\displaystyle (S\tau )(j)={\frac {3}{8(1-j)}}+{\frac {4}{9j^{2}}}+{\frac {23}{72j(1-j)}}}
dove {\displaystyle (Sf)(x)} denota la derivata schwarziana di {\displaystyle f} rispetto a {\displaystyle x}.